# ناصر الدين خسرو
ناصر الدين خسرو خان هو أحد حكام سلطنة دلهي. اعتلى عرش السلطنة بعد أن قام بقتل السُلطان قطب الدين الخلجي في سنة 720 هـ/1321م وأنهى بهذا حُكم الأسرة الخلجية. وقد كان خسرو من أصل هندوسي فأسلم، وقد كان يميل للهندوس فقد قام بالقبض على نساء قطب الدين الخلجي وقام بتوزيعهن على من احتضنهم من اتباعه الهندوس، وحرم ذبح البقر مراعاة لهم. فاستغاث أشراف دلهي بغياث الدين تغلق فقدم الأخير إلى دلهي وقتل خسرو خان في شهر شعبان سنة 721 هـ/1321م بعد أن حكم أكثر من خمسة أشهر. وبذلك انتقلت سلطنة دلهي إلى حكم آل تغلق.